# Leucophenga paracuthbertsoni
Leucophenga paracuthbertsoni är en tvåvingeart som beskrevs av Bachli 1971. Leucophenga paracuthbertsoni ingår i släktet Leucophenga och familjen daggflugor. Inga underarter finns listade i Catalogue of Life.